# Román labdarúgó-válogatott
A román labdarúgó-válogatott Románia nemzeti csapata, amelyet a román labdarúgó-szövetség (románul: Federația Română de Fotbal) irányít. Románia az egyik azon négy válogatott közül (Belgium, Brazília, Franciaország), amelyik részt vett az első három labdarúgó-világbajnokságon. Azóta mindössze négy alkalommal sikerült kijutniuk. (1970, 1990, 1994, 1998). Legjobb eredményüket 1994-ben érték el, amikor a Gheorghe Hagi fémjelezte válogatott a nyolcaddöntőben legyőzte Argentínát és bejutott a negyeddöntőbe, ahol azonban Svédország ellen tizenegyespárbajban alulmaradtak.
Összesen hat Európa-bajnokságra sikerült eddig kvalifikálniuk magukat (1984, 1996, 2000, 2008, 2016, 2024). Legjobb eredményük a kontinenstornák történetében szintén a negyeddöntőbe jutás volt. A 2000-es Európa-bajnokságon Angliával, Németországgal és Portugáliával kerültek egy csoportba, melyből sikerült továbbjutniuk. A legjobb nyolc között Olaszországtól szenvedtek 2–0-s vereséget.

## A válogatott története

### A kezdetek
Románia az első mérkőzését 1922. június 8-án játszotta és 2–1-re legyőzte Jugoszláviát. A csapatban ekkor az egyedüli román nemzetiségű játékos Aurel Guga volt, a többiek (Ritter Adalbert, Szilágyi Lajos, Hirsch Elemér, Jakobi Dezső, Nicolaus Hönigsberg, Franz Zimmermann, Karl Frech, Paul Schiller, Rónay Ferenc, Johann Auer) magyarok, svábok, zsidók. Balkáni szomszédai többségénél előbb kezdett futballozni, elsősorban uralkodójának, Károly királynak köszönhetően. Az 1930-as világbajnokságon – amely a labdarúgás történetében az első volt – részt vett Románia. Első világbajnoki mérkőzésükön 3–1-re legyőzték Perut, majd a házigazda Uruguay ellen 4–0-s vereséget szenvedtek.

Románia–Peru mérkőzés az 1930-as világbajnokságon, Uruguayban.

Az 1934-es világbajnokságra sikeresen vették az selejtezőt. Az ellenfél Jugoszlávia volt és akárcsak az első hivatalos mérkőzésükön, ezúttal is a románok győztek 2–1-re. A vb-n egyetlen mérkőzést játszottak az új lebonyolításnak köszönhetően és ezen 2–1-re kikaptak a későbbi döntős Csehszlovákiától. A románok egyetlen góljának szerzője a magyar származású Dobay István volt.
1938-ban zsinórban a 3. világbajnokságra is sikerült kijutniuk, miután Egyiptom visszalépett a selejtezőtől, így automatikusan résztvevői lettek a tornának. Kubával kellett játszaniuk a továbbjutásért és a mérkőzés végeredménye 3–3 lett, ami azt jelentette, hogy újra kellett játszani a mérkőzést. Ezt Kuba nyerte 2–1-re és jutott tovább.
Az 1938-as és az 1970-es világbajnokság közötti időszakban egyetlen rangos nemzetközi tornára sem sikerült kijutniuk.

### A 70-es, 80-as évek

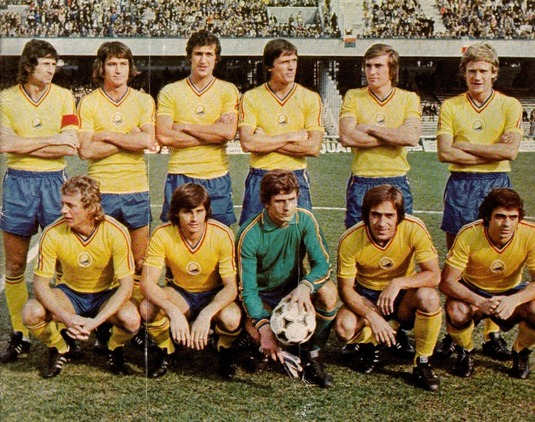
A román válogatott játékosai az 1980-as évek első felében

Az 1970-es mexikói tornára való kijutással sikerült megtörni a hosszú időszakot, habár nem volt zökkenőmentes a selejtezősorozat. Lisszabonban a portugáloktól 3–0-s vereséget szenvedtek mindjárt az első megmérettetésen, míg Görögország ellen oda-vissza döntetlen lett a vége.
A vb-csoport sorsolásakor a legerősebb csoportba kerültek Brazília, Csehszlovákia és Anglia társaságában. Első mérkőzésükön az angolok Geoff Hurst találatával 1–0-ra győztek. Ezután a csehszlovákok 2–1-es legyőzése némi reményt jelentett a továbbjutásra, ahhoz azonban le kellett volna győzni a későbbi világbajnok Brazíliát. Ez viszont nem jött össze, a brazilok 3–2 arányban hozták a találkozót.
A 70-es években több alkalommal nem sikerült kijutnia román válogatottnak egyetlen világ illetve Európa-bajnokságra sem. Utóbbira egészen 1984-ig kellett várniuk. Ez volt a legelső alkalom, hogy Románia részt vett az Európa-bajnokságon. A tornát Saint-Étienneben kezdték Spanyolország ellen. A spanyolok részéről Francisco José Carrasco nyitotta a gólok sorát, amit Bölöni László egyenlített ki és ez is maradt a végeredmény. A hátralévő két csoportmérkőzésen az NSZK és Portugália legjobbjai ellen kellett pályára lépniük. Előbbitől 2–1-re, utóbbitól 1–0-ra kaptak ki, aminek köszönhetően nem sikerült a továbbjutás.

### Világbajnokságok (1990, 1994)
A 90-es évek hozta el a román labdarúgó-válogatott eddigi legsikeresebb éveit. A nemzetközi eseményeken az 1992-es svédországi Eb kivételével mindegyiken ott voltak. Ez idő tájt olyan nagynevű játékosok szerepeltek a válogatottban többek között, mint: Bogdan Stelea, Dan Petrescu, Ilie Dumitrescu, Gheorghe Popescu, Florin Răducioiu, Dorinel Munteanu, Viorel Moldovan, Adrian Ilie. A legnagyobb és legismertebb sztár kétségkívül Gheorghe Hagi volt.
Az 1990-es világbajnokságon a B csoportba kaptak besorolást a világbajnoki címvédő Argentína, Kamerun és a Szovjetunió mellett. A szovjetek 2–0-ra legyőzték Marius Lăcătuş és Hagi góljaival, így egy kissé meglepő vereséget szenvedtek Kamerun ellen (1–2) a második mérkőzésükön. Bár, ha azt vesszük alapul, hogy az afrikaiak az argentinokat is legyőzték 1–0-ra a vb nyitómérkőzésén akkor mégsem volt annyira nagy meglepetés. Az utolsó körben Romániának mindenképpen pontot kellett szereznie a továbbjutáshoz, ami sikerült is. Az argentinok ellen 1–1-es döntetlen lett a vége, melynek következtében a románok továbbjutottak a legjobb 16 közé. Mindkét mérkőzésen Gavril Balint volt eredményes a románok részéről. Írországot kapták ellenfélül és a 0–0-s rendes játékidőt illetve hosszabbítást követően büntetőpárbajban a írek bizonyultak jobbnak (5–4), ezért ők jutottak tovább. Egyedül Daniel Timofte hibázott a 10 rúgó közül.
Az 1992-es Európa-bajnokságra nem sikerült kijutniuk, miután az utolsó selejtezőjükön Szófiában csak döntetlent játszottak Bulgáriával és így a későbbi Eb-résztvevő Skócia mögött végeztek.
Az 1994-es világbajnokság selejtezőiben már nagyobb sikerrel jártak, ugyanis kijutottak az Egyesült Államokban rendezett tornára, ahol Kolumbiát 3–1-re verték a nyitó találkozójukon. Răducioiu szerezte az első gólt, amit Hagi bal oldalvonalról rálőtt hatalmas találata követett. Adolfo Valencia révén szépítettek a kolumbiaiak, de Răducioiu a 89. percben ismét betalált és ezzel kialakult a végeredmény.
Svájc ellen az 1–1-es első félidőt követően 4–1-es vereséget szenvedtek a románok, míg az USA-t Petrescu góljával 1–0-ra legyőzték. Az Argentína elleni nyolcaddöntőben Anghel Iordănescu szövetségi kapitány nagyot húzott azzal, hogy Răducioiut pihentette és helyette Ilie Dumitrescut játszatta csatárként, aki két gólt is szerzett az első 20 percben. Gabriel Batistutának sikerült szépítenie, de Hagi ismét két gólra növelte az előnyt. A végén még Abel Balbo is betalált, de az eredmény már nem változott, így 3–2-es román siker született.
Mindez pedig azt jelentette, hogy Románia ezt megelőzően még soha nem jutott ilyen messzire egy labdarúgó-világbajnokságon. A negyeddöntőben Svédországgal találkoztak. Egy izgalmas mérkőzésen Tomas Brolin révén a svédek szereztek vezetést a 78. percben. Răducioiu a 88. percben egyenlített, majd a hosszabbítás 101. percében ismét betalált ezzel megfordítva a mérkőzés állását. A svédek azonban nem adták fel és egy szabadrúgáskombináció után Kennet Andersson egalizált. Több gól nem esett a ráadásban, így következtek a büntetőrúgások. Ebben Svédország bizonyult jobbnak és jutott be az elődöntőbe.

### 1996-os Eb, 1998-as világbajnokság

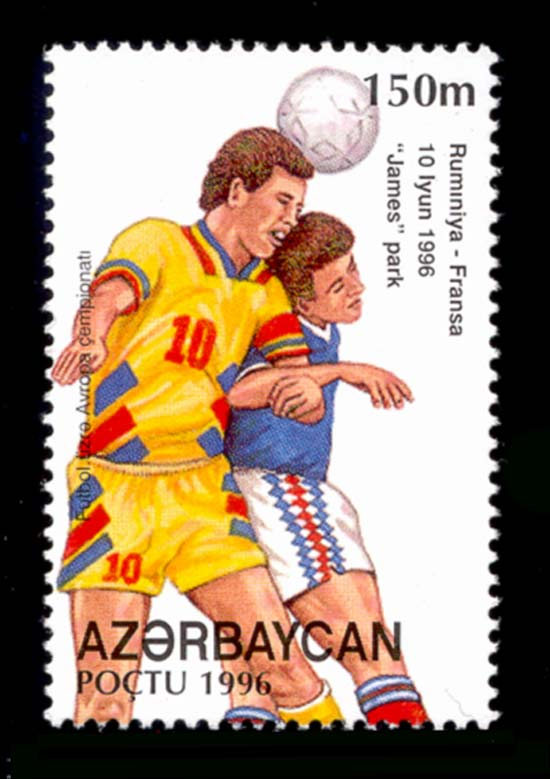
A román–francia mérkőzést ábrázoló jelenet az 1996-os Eb-ről egy azeri bélyegen.

Az 1996-os Európa-bajnokságra nagy reményekkel és népszerűséggel érkezett Románia, azonban a szereplésük rémálomszerűre sikeredett. Franciaország ellen 1–0-s vereséggel nyitottak. A találkozó egyetlen góljának szerzője Christophe Dugarry volt. Bulgária ellen ugyanilyen arányban maradtak alul, ekkor Hriszto Sztoicskov révén győztek a bolgárok. Utolsó csoportmérkőzésükön Spanyolország volt az ellenfél. A spanyolok szereztek vezetést, amire Florin Răducioiu még tudott válaszolni, de végül Guillermo Amor is betalált. Románia elszenvedte harmadik vereségét is és szégyenszemre nulla ponttal esett ki.
Annak ellenére, hogy 1996-ban leszerepelt a román válogatott az 1998-as franciaországi világbajnokság selejtezőit sikerrel vették. A csoportok sorsolása után Angliával, Kolumbiával és Tunéziával kerültek egy csoportba. Akárcsak négy éve az USA-ban, ekkor szintén Kolumbia ellen kezdték meg a tornát. Adrian Ilie góljával 1–0-ra győztek. Anglia elleni mérkőzésüket Toulouseban játszották és Viorel Moldovan révén megszerezték a vezetést. Michael Owen góljával egyenlítettek az angolok, de Dan Petrescu találata azt jelentette hogy Románia 2–1-re megnyerte a mérkőzést. Hátra volt még a Tunézia elleni összecsapás. A mérkőzés érdekessége volt, hogy az összes román játékos ezt megelőzően befestette sárgára a haját. Mindezt azért csinálták, mert már két kör után eldőlt, hogy továbbjutnak. Utolsó csoportmérkőzésükön szükségük volt tehát legalább 1 pontra, hogy megnyerjék a csoportot és a nyolcaddöntőben elkerüljék Argentínát. Eleinte úgy nézett ki ez nem fog összejönni, ugyanis Skander Souayah a tunéziaiakat juttatta büntetőből vezetéshez. Moldovannak azonban sikerült egyenlítenie és csapata megnyerte a G csoportot. A nyolcaddöntőben Horvátországot kapták ellenfélül és Davor Šuker újrarúgatott tizenegyesével a horvátok nyerték a párharcot 1–0-ra.

### 2000-es évek

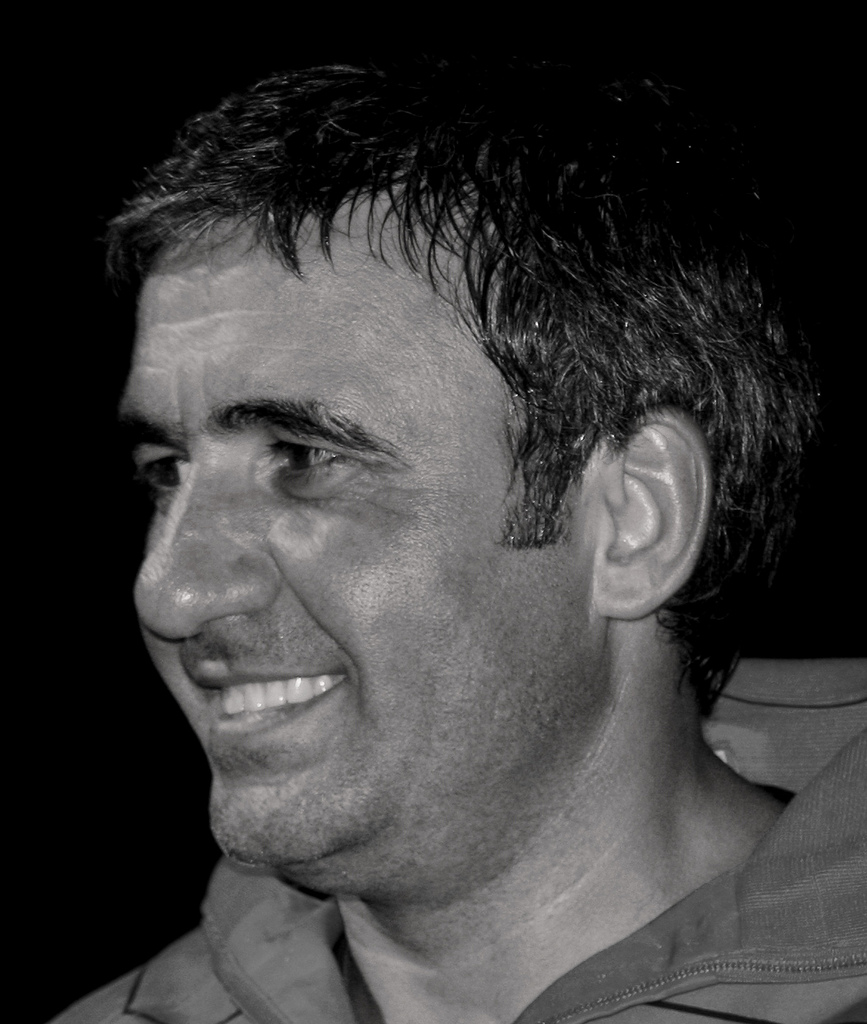
Gheorghe Hagi minden idők legjobb román labdarúgója.

A 2000-es labdarúgó-Európa-bajnokságon, melyet Hollandiában és Belgiumban rendeztek Románia a halálcsoportba került Anglia, Németország és Portugália társaságában. Németország ellen nyitottak és Moldovan góljával hamar vezetést is szereztek. A németek részéről Mehmet Scholl talált be és végül 1–1-gyel zárult a találkozó. Portugáliától az utolsó percben kapott góllal kaptak ki, míg Angliát egy fordulatos mérkőzésen 3–2-re legyőzték. Cristian Chivu szerzett vezetést, majd Alan Shearer volt eredményes büntetőből. Michael Owen Anglia javára fordította az eredményt. Dorinel Munteanunak sikerült egyenlítenie, majd Ionel Ganea a 89. percben büntetőből megszerezte a három pontot jelentő gólt. Románia továbbjutott. A negyeddöntőben a későbbi döntős Olaszország volt az ellenfél. Francesco Totti illetve Filippo Inzaghi góljaival 2–0-ra győztek az olaszok.
A 2002-es világbajnokság pótselejtezőiben Szlovéniával kellett játszani a világbajnoki helyért. Ljubljanában 2–1-re győztek a szlovénok, míg a visszavágón Bukarestben 1–1 lett a végeredmény, így 3–2-es összesítéssel a szlovénok jutottak ki a világbajnokságra.
A 2004-es Európa-bajnokság selejtezőit előtt a kispadon ismét a korábbi szövetségi kapitány az az Anghel Iordanescu foglalt helyet, aki korábban már több rangos tornára is kivezette a román válogatottat. A kvalifikációs sorozatot magabiztosan kezdték, miután Szarajevóban 3–0 arányban legyőzték Bosznia-Hercegovinát. Ez azonban csak akkor bírt volna nagy jelentőséggel, ha a következő mérkőzésen is győznek. Azonban Norvégia Steffen Iversen kései góljával 1–0-ra győzött Bukarestben. A dánoktól megsemmisítő 5–2-es vereséget szenvedtek szintén hazai környezetben, így már mindenképp bravúrra volt szükségük a továbbjutáshoz. Bosznia és Luxemburg legyőzése után Oslóban 1–1-es döntetlent értek el a norvégokkal szemben, míg Dániában egészen a 95. percig vezettek 2–1-re, de ekkor a dánok egyenlíteni tudtak. Mindez azt jelentette, hogy Dánia csoportelsőként jutott ki az Európa-bajnokságra, Románia sorsa pedig Luxemburg kezében volt, akinek pontot vagy pontokat kellett volna rabolni Norvégiától, azonban erre vajmi kevés esély volt. Norvégia otthon 1–0-ra győzött és megszerezte a pót-selejtezőt érő második pozíciót, Románia pedig a csoport harmadik helyén végzett. Ugyan mindkét együttes azonos pontszámmal végzett, de az egymás elleni eredménynek köszönhetően a norvégok voltak előnyben.
A 2006-os világbajnokság selejtezőiben Romániát összesorsolták Hollandiával illetve Csehországgal és a papírformának megfelelően ez a két válogatott jutott tovább, a románok a csoport harmadik helyén végeztek. A Finnország és Macedónia elleni kezdeti sikereket követően még a cseheket is sikerült hazai pályán 2–0-ra legyőzniük, azonban végig a két vezető válogatott mögött álltak a tabellán és nem sikerült utol érniük egyiküket sem.

### 2008-as Európa-bajnokság
A 2008-as Európa-bajnokságon nyolc év szünet után ismét a mezőny résztvevői lettek a románok. Sok örömük azonban nem volt, mivel már a csoportkör után kiestek. Franciaország ellen egy gyenge színvonalú mérkőzésen 0–0-ra végeztek a felek. Olaszország ellen Adrian Mutu büntetőből ugyan megszerezte a vezetést, de mindössze csak egy percig örülhettek, ekkor ugyanis Christian Panucci egy szöglet után egyenlített. Az eredmény nem változott (1–1). Két forduló után tehát 2 ponttal állt Románia és még volt esélye a továbbjutásra. Ehhez le kellett volna győznie Hollandiát, ami azonban nem jött össze és 2–0 arányban kikaptak.

### 2010-es vb, 2012-es Eb

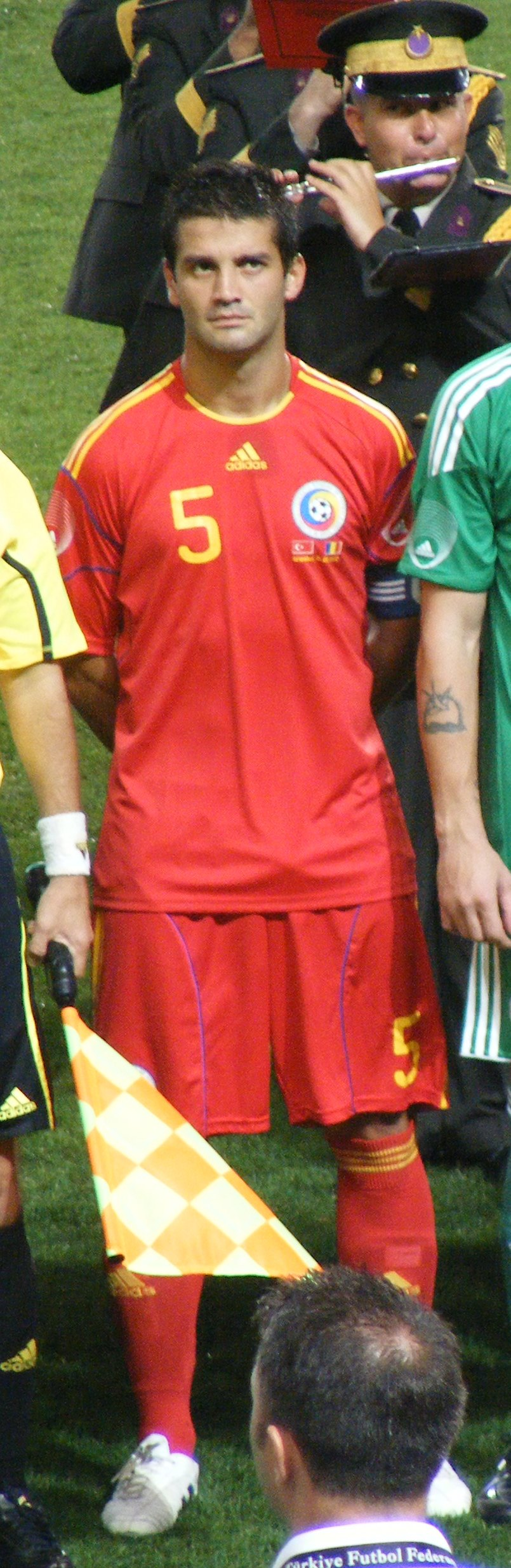
Cristian Chivu 2010-ben

A 2010-es világbajnokság selejtezőiben Ausztria, Franciaország, a Feröer-szigetek, Litvánia és Szerbia mellé kaptak besorolást. Annak ellenére, hogy a románok a második kalapból kerültek ebbe a csoportba, a selejtezősorozat végén csak az ötödik helyen végeztek, egyedül a Feröer-szigeteket tudták megelőzni. Mindezt megalapozta a Litvánia elleni 3–0-s hazai pályán elszenvedett vereség rögtön az első mérkőzésen és a szerbektől elszenvedett 5–0-s vereség Belgrádban. Ezenkívül további problémákkal is szembe kellett nézniük, miután a húzóembereknek számító Cosmin Contra, Mirel Rădoi, és Adrian Mutu is lemondta a válogatottságot. Utóbbi egy év után visszatért. A szövetségi kapitányi poszton Victor Piţurcă-t, Răzvan Lucescu váltotta.
A 2012-es Eb selejtezőiben a selejtezők D csoportjában Franciaország és Bosznia-Hercegovina mögött a harmadik helyen végeztek, így lemaradtak a pótselejtezőről is.

### 2014-es világbajnokság
A 2014-es labdarúgó-világbajnokság selejtezőiben Andorra, Észtország, Hollandia, Magyarország és Törökország mellett a D csoportba kerültek a sorsolás után. A szövetségi kapitányi posztra ismét Victor Pițurcă-t nevezték ki.
A válogatott 19 ponttal a csoport második helyén fejezte be a selejtezőt. Pótselejtezőn vett rész, ahol Görögországgal szemben összesítésben 4–2-re alulmaradt, így nem jutott be a világbajnokságra.

### 2016-os Európa-bajnokság

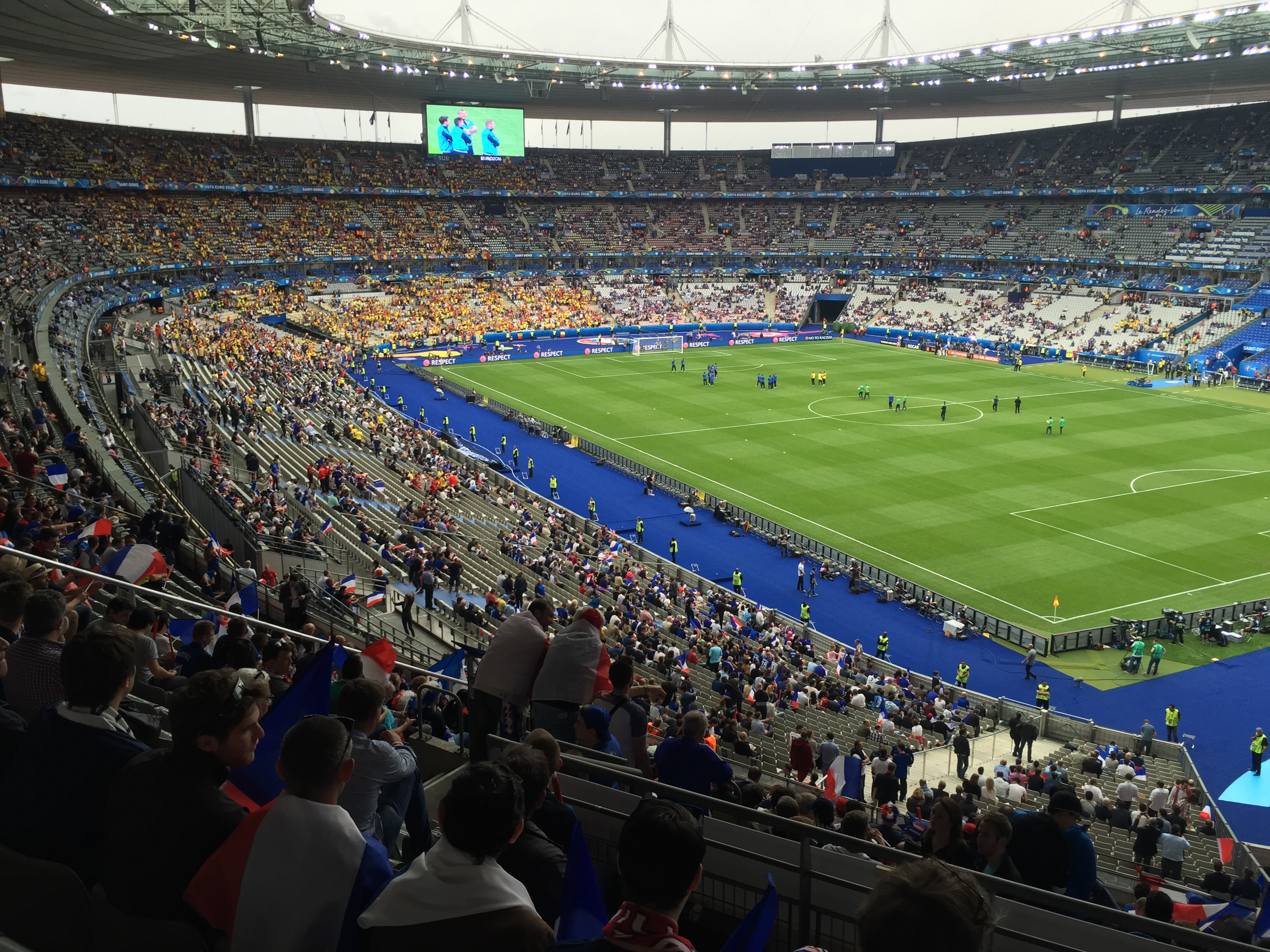
Franciaország-Románia 2–1

A 2016-os Európa-bajnokság selejtezőiben Görögország, Magyarország, Észak-Írország, Finnország és Feröer társaságában az F csoportban szerepeltek. A selejtezőket a Görögország elleni 1–0-s idegenbeli győzelemmel kezdték. Magyarországgal hazai pályán játszottak 1–1-et. Ezt követően Finnországban győztek 2–0-ra. Közben edzőváltás is történt: Victor Pițurcă-t Anghel Iordănescu váltotta a kispadon, immáron harmadik alkalommal lett a román válogatott szövetségi kapitánya. Iordănescuval az addig hibátlanul szereplő Észak-Írországot megverték 2–0-ra, majd Feröert is legyőzték 1–0-ra. Észak-Írország és Magyarország ellen idegenben, Görögország ellen pedig hazai pályán egyaránt 0–0-s döntetlent játszottak. Következett a Finnország elleni hazai selejtező, amely ugyancsak döntetlennel ért véget, ezúttal 1–1 lett a végeredmény. A románok Ovidiu Hoban révén csak a 91. percben tudtak egyenlíteni. Utolsó selejtezőjükön 3–0-s győzelmet szereztek Feröer otthonában és ezzel bebiztosították helyüket az Európa-bajnoki mezőnyben. A csoport első helyén Észak-Írország végzett 21 ponttal, a románok 20 ponttal a második helyen zártak.
Az Európa-bajnokságon sorsoláskor után Franciaország, Svájc és Albánia társaságában az A csoportba kerültek. A torna nyitómérkőzését a házigazda franciákkal játszották, akik megszerezték a vezetést. Bogdan Stancu tizenegyesből egyenlített, de a 89. percben Dimitri Payet góljával végül a franciák nyerték a találkozót 2–1-re. Svájc ellen Stancu ismét betalált büntetőből, ezzel csapata előnybe került, de a svájciaknak sikerült egyenlíteniük, így a vége 1–1 lett. Utolsó mérkőzésükön 1–0-ra kikaptak Albániától és kiestek.
2014 szeptemberétől egészen 2015. októberéig –beleértve a barátságos mérkőzéseket is–, nem tudtak mérkőzést nyerni. A Feröer elleni hazai pályán elszenvedett történelmi 1–0-s vereség után Ranierit már novemberben menesztették.

## Stadion

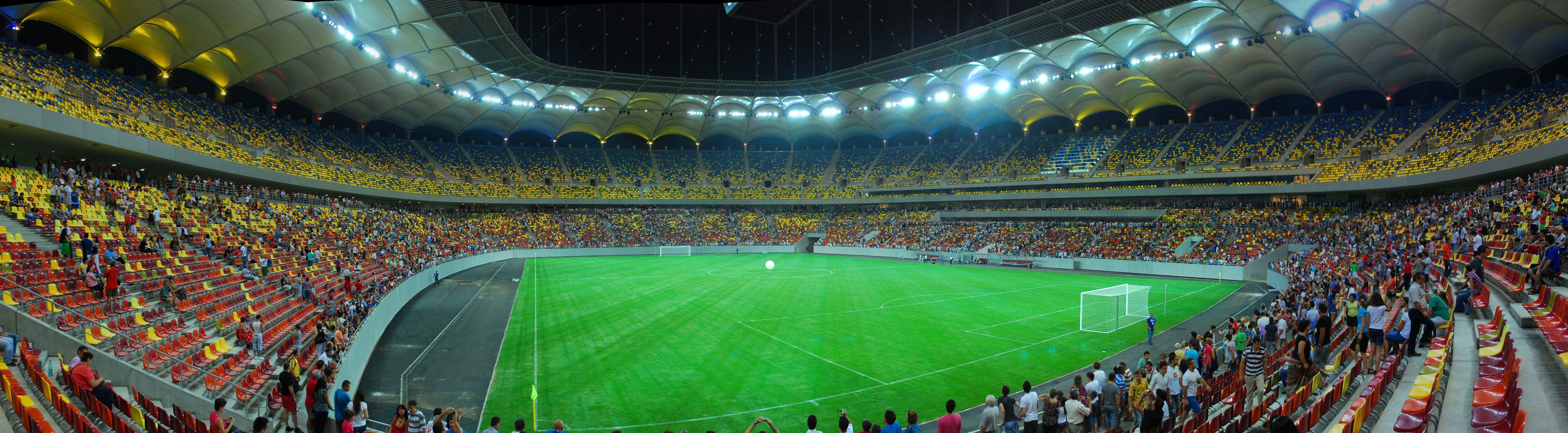
Panorámakép az bukaresti nemzeti stadionról.

A román nemzeti stadion az ország legnagyobb stadionja. 2011-ben épült és 55 600 néző befogadására alkalmas. A stadion az UEFA négycsillagos stadionjai közé kapott besorolást és itt rendezték a 2011–2012-es Európa-liga döntőjét.
A román válogatott a legtöbb mérkőzését itt játssza, a világ és Európa-bajnoki selejtezőknek ez a stadion ad otthont.
A régi stadiont 2007. december 18. és 2008. november 20. között bontották le, majd a helyén kezdték el építeni az újat. A régi aréna utolsó mérkőzését Albánia ellen játszották a románok 2007. november 21-én és 6–1 arányban győztek.

## Nemzetközi eredmények
- Világbajnokság
  - Negyeddöntős (1): 1994
  - Nyolcaddöntős (4): 1934, 1938, 1990, 1998
- Európa-bajnokság
  - Negyeddöntős (1): 2000
- Olimpia
  - Negyeddöntős (1): 1964
  - Nyolcaddöntős (1): 1924
- Balkán-bajnokság:
  -  Győztes (4) – Rekord: 1929–31, 1933, 1936, 1977–80
  -  Döntős (1): 1973–76

### Világbajnokság
| 1930     | Csoportkör    | 8.            | 2             | 1             | 0             | 1             | 3             | 5             | Keret         | meghívottként kijutott                               | meghívottként kijutott                               | meghívottként kijutott                               | meghívottként kijutott                               | meghívottként kijutott                               | meghívottként kijutott                               | meghívottként kijutott                               |                                                      |                                                      |
| 1934     | Nyolcaddöntő  | 12.           | 1             | 0             | 0             | 1             | 1             | 2             | Keret         | 2.                                                   | 2                                                    | 1                                                    | 1                                                    | 0                                                    | 4                                                    | 3                                                    |                                                      |                                                      |
| 1938     | Nyolcaddöntő  | 9.            | 2             | 0             | 1             | 1             | 4             | 5             | Keret         | játék nélkül kijutott az ellenfél visszalépése miatt | játék nélkül kijutott az ellenfél visszalépése miatt | játék nélkül kijutott az ellenfél visszalépése miatt | játék nélkül kijutott az ellenfél visszalépése miatt | játék nélkül kijutott az ellenfél visszalépése miatt | játék nélkül kijutott az ellenfél visszalépése miatt | játék nélkül kijutott az ellenfél visszalépése miatt | játék nélkül kijutott az ellenfél visszalépése miatt | játék nélkül kijutott az ellenfél visszalépése miatt |
| 1950     | nem indult    | nem indult    | nem indult    | nem indult    | nem indult    | nem indult    | nem indult    | nem indult    | nem indult    | nem indult                                           | nem indult                                           | nem indult                                           | nem indult                                           | nem indult                                           | nem indult                                           | nem indult                                           |                                                      |                                                      |
| 1954     | nem jutott ki | nem jutott ki | nem jutott ki | nem jutott ki | nem jutott ki | nem jutott ki | nem jutott ki | nem jutott ki | nem jutott ki | 2.                                                   | 4                                                    | 2                                                    | 0                                                    | 2                                                    | 5                                                    | 5                                                    |                                                      |                                                      |
| 1958     | nem jutott ki | nem jutott ki | nem jutott ki | nem jutott ki | nem jutott ki | nem jutott ki | nem jutott ki | nem jutott ki | nem jutott ki | 2.                                                   | 4                                                    | 2                                                    | 1                                                    | 1                                                    | 6                                                    | 4                                                    |                                                      |                                                      |
| 1962     | nem jutott ki | nem jutott ki | nem jutott ki | nem jutott ki | nem jutott ki | nem jutott ki | nem jutott ki | nem jutott ki | nem jutott ki | visszalépett                                         | visszalépett                                         | visszalépett                                         | visszalépett                                         | visszalépett                                         | visszalépett                                         | visszalépett                                         |                                                      |                                                      |
| 1966     | nem jutott ki | nem jutott ki | nem jutott ki | nem jutott ki | nem jutott ki | nem jutott ki | nem jutott ki | nem jutott ki | nem jutott ki | 3.                                                   | 6                                                    | 3                                                    | 0                                                    | 3                                                    | 9                                                    | 7                                                    |                                                      |                                                      |
| 1970     | Csoportkör    | 10.           | 3             | 1             | 0             | 2             | 4             | 5             | Keret         | 1.                                                   | 6                                                    | 3                                                    | 2                                                    | 1                                                    | 7                                                    | 6                                                    |                                                      |                                                      |
| 1974     | nem jutott ki | nem jutott ki | nem jutott ki | nem jutott ki | nem jutott ki | nem jutott ki | nem jutott ki | nem jutott ki | nem jutott ki | 2.                                                   | 6                                                    | 4                                                    | 1                                                    | 1                                                    | 17                                                   | 4                                                    |                                                      |                                                      |
| 1978     | nem jutott ki | nem jutott ki | nem jutott ki | nem jutott ki | nem jutott ki | nem jutott ki | nem jutott ki | nem jutott ki | nem jutott ki | 2.                                                   | 4                                                    | 2                                                    | 0                                                    | 2                                                    | 7                                                    | 8                                                    |                                                      |                                                      |
| 1982     | nem jutott ki | nem jutott ki | nem jutott ki | nem jutott ki | nem jutott ki | nem jutott ki | nem jutott ki | nem jutott ki | nem jutott ki | 3.                                                   | 8                                                    | 2                                                    | 4                                                    | 2                                                    | 5                                                    | 5                                                    |                                                      |                                                      |
| 1986     | nem jutott ki | nem jutott ki | nem jutott ki | nem jutott ki | nem jutott ki | nem jutott ki | nem jutott ki | nem jutott ki | nem jutott ki | 3.                                                   | 8                                                    | 3                                                    | 3                                                    | 2                                                    | 12                                                   | 7                                                    |                                                      |                                                      |
| 1990     | Nyolcaddöntő  | 12.           | 4             | 1             | 2             | 1             | 4             | 3             | Keret         | 1.                                                   | 6                                                    | 4                                                    | 1                                                    | 1                                                    | 10                                                   | 5                                                    |                                                      |                                                      |
| 1994     | Negyeddöntő   | 6.            | 5             | 3             | 1             | 1             | 10            | 9             | Keret         | 1.                                                   | 10                                                   | 7                                                    | 1                                                    | 2                                                    | 29                                                   | 12                                                   |                                                      |                                                      |
| 1998     | Nyolcaddöntő  | 11.           | 4             | 2             | 1             | 1             | 4             | 3             | Keret         | 1.                                                   | 10                                                   | 9                                                    | 1                                                    | 0                                                    | 37                                                   | 4                                                    |                                                      |                                                      |
| 2002     | nem jutott ki | nem jutott ki | nem jutott ki | nem jutott ki | nem jutott ki | nem jutott ki | nem jutott ki | nem jutott ki | nem jutott ki | 2.                                                   | 10                                                   | 5                                                    | 2                                                    | 3                                                    | 12                                                   | 10                                                   |                                                      |                                                      |
| 2006     | nem jutott ki | nem jutott ki | nem jutott ki | nem jutott ki | nem jutott ki | nem jutott ki | nem jutott ki | nem jutott ki | nem jutott ki | 3.                                                   | 12                                                   | 8                                                    | 1                                                    | 3                                                    | 20                                                   | 10                                                   |                                                      |                                                      |
| 2010     | nem jutott ki | nem jutott ki | nem jutott ki | nem jutott ki | nem jutott ki | nem jutott ki | nem jutott ki | nem jutott ki | nem jutott ki | 5.                                                   | 10                                                   | 3                                                    | 3                                                    | 4                                                    | 12                                                   | 18                                                   |                                                      |                                                      |
| 2014     | nem jutott ki | nem jutott ki | nem jutott ki | nem jutott ki | nem jutott ki | nem jutott ki | nem jutott ki | nem jutott ki | nem jutott ki | 2.                                                   | 12                                                   | 6                                                    | 2                                                    | 4                                                    | 21                                                   | 16                                                   |                                                      |                                                      |
| 2018     | nem jutott ki | nem jutott ki | nem jutott ki | nem jutott ki | nem jutott ki | nem jutott ki | nem jutott ki | nem jutott ki | nem jutott ki | 4.                                                   | 10                                                   | 3                                                    | 4                                                    | 3                                                    | 12                                                   | 10                                                   |                                                      |                                                      |
| 2022     | nem jutott ki | nem jutott ki | nem jutott ki | nem jutott ki | nem jutott ki | nem jutott ki | nem jutott ki | nem jutott ki | nem jutott ki | 3.                                                   | 10                                                   | 5                                                    | 2                                                    | 3                                                    | 13                                                   | 8                                                    |                                                      |                                                      |
| 2026     | később        | később        | később        | később        | később        | később        | később        | később        | később        | később                                               | később                                               | később                                               | később                                               | később                                               | később                                               | később                                               | később                                               |                                                      |
| 2030     | később        | később        | később        | később        | később        | később        | később        | később        | később        | később                                               | később                                               | később                                               | később                                               | később                                               | később                                               | később                                               | később                                               |                                                      |
| 2034     | később        | később        | később        | később        | később        | később        | később        | később        | később        | később                                               | később                                               | később                                               | később                                               | később                                               | később                                               | később                                               | később                                               |                                                      |
| Összesen |               | 7/23          | 21            | 8             | 5             | 8             | 30            | 32            | –             | Összesen                                             | 138                                                  | 72                                                   | 29                                                   | 37                                                   | 238                                                  | 142                                                  |                                                      |                                                      |

### Európa-bajnokság
Egészben vagy részben hazai rendezésű
| Európa-bajnokság | Európa-bajnokság | Európa-bajnokság | Európa-bajnokság | Európa-bajnokság | Európa-bajnokság | Európa-bajnokság | Európa-bajnokság | Európa-bajnokság | Európa-bajnokság | Selejtezők        | Selejtezők | Selejtezők | Selejtezők | Selejtezők | Selejtezők | Selejtezők |        |
| Év               | Eredmény         | H.               | M                | Gy               | D                | V                | G+               | G–               | Keret            | H.                | M          | Gy         | D          | V          | G+         | G–         |        |
| ---------------- | ---------------- | ---------------- | ---------------- | ---------------- | ---------------- | ---------------- | ---------------- | ---------------- | ---------------- | ----------------- | ---------- | ---------- | ---------- | ---------- | ---------- | ---------- | ------ |
| 1960             | nem jutott ki    | nem jutott ki    | nem jutott ki    | nem jutott ki    | nem jutott ki    | nem jutott ki    | nem jutott ki    | nem jutott ki    | nem jutott ki    | Negyeddöntő       | 4          | 1          | 0          | 3          | 3          | 7          |        |
| 1964             | nem jutott ki    | nem jutott ki    | nem jutott ki    | nem jutott ki    | nem jutott ki    | nem jutott ki    | nem jutott ki    | nem jutott ki    | nem jutott ki    | Első forduló      | 2          | 1          | 0          | 1          | 3          | 7          |        |
| 1968             | nem jutott ki    | nem jutott ki    | nem jutott ki    | nem jutott ki    | nem jutott ki    | nem jutott ki    | nem jutott ki    | nem jutott ki    | nem jutott ki    | 2.                | 6          | 3          | 0          | 3          | 18         | 14         |        |
| 1972             | nem jutott ki    | nem jutott ki    | nem jutott ki    | nem jutott ki    | nem jutott ki    | nem jutott ki    | nem jutott ki    | nem jutott ki    | nem jutott ki    | 1.                | 9          | 4          | 3          | 2          | 15         | 7          |        |
| 1976             | nem jutott ki    | nem jutott ki    | nem jutott ki    | nem jutott ki    | nem jutott ki    | nem jutott ki    | nem jutott ki    | nem jutott ki    | nem jutott ki    | 2.                | 6          | 1          | 5          | 0          | 11         | 6          |        |
| 1980             | nem jutott ki    | nem jutott ki    | nem jutott ki    | nem jutott ki    | nem jutott ki    | nem jutott ki    | nem jutott ki    | nem jutott ki    | nem jutott ki    | 3.                | 6          | 2          | 2          | 2          | 9          | 8          |        |
| 1984             | Csoportkör       | 7.               | 3                | 0                | 1                | 2                | 2                | 4                | Keret            | 1.                | 8          | 5          | 2          | 1          | 9          | 3          |        |
| 1988             | nem jutott ki    | nem jutott ki    | nem jutott ki    | nem jutott ki    | nem jutott ki    | nem jutott ki    | nem jutott ki    | nem jutott ki    | nem jutott ki    | 2.                | 6          | 4          | 1          | 1          | 13         | 3          |        |
| 1992             | nem jutott ki    | nem jutott ki    | nem jutott ki    | nem jutott ki    | nem jutott ki    | nem jutott ki    | nem jutott ki    | nem jutott ki    | nem jutott ki    | 3.                | 8          | 4          | 2          | 2          | 13         | 7          |        |
| 1996             | Csoportkör       | 15.              | 3                | 0                | 0                | 3                | 1                | 4                | Keret            | 1.                | 10         | 6          | 3          | 1          | 18         | 9          |        |
| 2000             | Negyeddöntő      | 7.               | 4                | 1                | 1                | 2                | 4                | 6                | Keret            | 1.                | 10         | 7          | 3          | 0          | 25         | 3          |        |
| 2004             | nem jutott ki    | nem jutott ki    | nem jutott ki    | nem jutott ki    | nem jutott ki    | nem jutott ki    | nem jutott ki    | nem jutott ki    | nem jutott ki    | 3.                | 8          | 4          | 2          | 2          | 21         | 9          |        |
| 2008             | Csoportkör       | 12.              | 3                | 0                | 2                | 1                | 1                | 3                | Keret            | 1.                | 12         | 9          | 2          | 1          | 26         | 7          |        |
| 2012             | nem jutott ki    | nem jutott ki    | nem jutott ki    | nem jutott ki    | nem jutott ki    | nem jutott ki    | nem jutott ki    | nem jutott ki    | nem jutott ki    | 3.                | 10         | 3          | 5          | 2          | 13         | 9          |        |
| 2016             | Csoportkör       | 19.              | 3                | 0                | 1                | 2                | 2                | 4                | Keret            | 2.                | 10         | 5          | 5          | 0          | 11         | 2          |        |
| 2020             | nem jutott ki    | nem jutott ki    | nem jutott ki    | nem jutott ki    | nem jutott ki    | nem jutott ki    | nem jutott ki    | nem jutott ki    | nem jutott ki    | 4. (pótselejtező) | 11         | 4          | 2          | 5          | 18         | 17         |        |
| 2024             | Nyolcaddöntő     | 13.              | 4                | 1                | 1                | 2                | 4                | 6                | Keret            | 1.                | 10         | 6          | 4          | 0          | 16         | 5          |        |
| 2028             | később           | később           | később           | később           | később           | később           | később           | később           | később           | később            | később     | később     | később     | később     | később     | később     | később |
| 2032             | később           | később           | később           | később           | később           | később           | később           | később           | később           | később            | később     | később     | később     | később     | később     | később     | később |
| Összesen         |                  | 6/17             | 20               | 2                | 6                | 12               | 14               | 27               | –                | Összesen          | 136        | 69         | 41         | 26         | 242        | 123        |        |

### UEFA Nemzetek Ligája
| Csoportkör / Negyeddöntő / Osztályozó | Csoportkör / Negyeddöntő / Osztályozó | Csoportkör / Negyeddöntő / Osztályozó | Csoportkör / Negyeddöntő / Osztályozó | Csoportkör / Negyeddöntő / Osztályozó | Csoportkör / Negyeddöntő / Osztályozó | Csoportkör / Negyeddöntő / Osztályozó | Csoportkör / Negyeddöntő / Osztályozó | Csoportkör / Negyeddöntő / Osztályozó | Csoportkör / Negyeddöntő / Osztályozó | Csoportkör / Negyeddöntő / Osztályozó | Csoportkör / Negyeddöntő / Osztályozó | Egyenes kieséses szakasz | Egyenes kieséses szakasz | Egyenes kieséses szakasz | Egyenes kieséses szakasz | Egyenes kieséses szakasz | Egyenes kieséses szakasz | Egyenes kieséses szakasz | Egyenes kieséses szakasz | Egyenes kieséses szakasz |
| Szezon                                | Liga                                  | Csoport                               | H                                     | M                                     | Gy                                    | D                                     | V                                     | G+                                    | G–                                    | Feljutás/kiesés                       | Helyezés                              | Év                       | Eredmény                 | M                        | Gy                       | D                        | V                        | G+                       | G–                       | Keret                    |
| ------------------------------------- | ------------------------------------- | ------------------------------------- | ------------------------------------- | ------------------------------------- | ------------------------------------- | ------------------------------------- | ------------------------------------- | ------------------------------------- | ------------------------------------- | ------------------------------------- | ------------------------------------- | ------------------------ | ------------------------ | ------------------------ | ------------------------ | ------------------------ | ------------------------ | ------------------------ | ------------------------ | ------------------------ |
| 2018–19                               | C                                     | 4.                                    | 2.                                    | 6                                     | 3                                     | 3                                     | 0                                     | 8                                     | 3                                     | (formátumváltozás)                    | 32.                                   | 2019                     | nem jutott be            | nem jutott be            | nem jutott be            | nem jutott be            | nem jutott be            | nem jutott be            | nem jutott be            | nem jutott be            |
| 2020–21                               | B                                     | 1.                                    | 3.                                    | 6                                     | 2                                     | 2                                     | 2                                     | 8                                     | 9                                     | Állandó                               | 26.                                   | 2021                     | nem jutott be            | nem jutott be            | nem jutott be            | nem jutott be            | nem jutott be            | nem jutott be            | nem jutott be            | nem jutott be            |
| 2022–23                               | B                                     | 3.                                    | 4.                                    | 6                                     | 2                                     | 1                                     | 3                                     | 6                                     | 8                                     | Csökkenés                             | 29.                                   | 2023                     | nem jutott be            | nem jutott be            | nem jutott be            | nem jutott be            | nem jutott be            | nem jutott be            | nem jutott be            | nem jutott be            |
| 2024–25                               | C                                     | 2.                                    | 1.                                    | 6                                     | 6                                     | 0                                     | 0                                     | 18                                    | 3                                     | Növekedés                             | 28.                                   | 2025                     | nem jutott be            | nem jutott be            | nem jutott be            | nem jutott be            | nem jutott be            | nem jutott be            | nem jutott be            | nem jutott be            |
| 2026–27                               | B                                     |                                       |                                       |                                       |                                       |                                       |                                       |                                       |                                       |                                       |                                       | 2027                     |                          |                          |                          |                          |                          |                          |                          |                          |
| Összesen                              | Összesen                              | Összesen                              | Összesen                              | 24                                    | 13                                    | 6                                     | 5                                     | 40                                    | 23                                    |                                       |                                       |                          | 0/5                      | –                        | –                        | –                        | –                        | –                        | –                        |                          |

### Olimpia
| Év        | Forduló       | M             | Gy            | D             | V             | RG            | KG            |               |
| --------- | ------------- | ------------- | ------------- | ------------- | ------------- | ------------- | ------------- | ------------- |
| 1900–1920 | Nem indult    | Nem indult    | Nem indult    | Nem indult    | Nem indult    | Nem indult    | Nem indult    | Nem indult    |
| 1924      | 2. forduló    | 1             | 0             | 0             | 1             | 0             | 6             |               |
| 1928–1948 | Nem jutott be | Nem jutott be | Nem jutott be | Nem jutott be | Nem jutott be | Nem jutott be | Nem jutott be | Nem jutott be |
| 1952      | Selejtezőkör  | 1             | 0             | 0             | 1             | 1             | 2             |               |
| 1956–1960 | Nem jutott be | Nem jutott be | Nem jutott be | Nem jutott be | Nem jutott be | Nem jutott be | Nem jutott be | Nem jutott be |
| 1964      | Negyeddöntő   | 4             | 2             | 1             | 1             | 5             | 4             |               |
| 1968–1976 | Nem jutott be | Nem jutott be | Nem jutott be | Nem jutott be | Nem jutott be | Nem jutott be | Nem jutott be | Nem jutott be |
| 1980–1988 | Nem indult    | Nem indult    | Nem indult    | Nem indult    | Nem indult    | Nem indult    | Nem indult    | Nem indult    |
| 1992–2016 | Nem jutott be | Nem jutott be | Nem jutott be | Nem jutott be | Nem jutott be | Nem jutott be | Nem jutott be | Nem jutott be |
| 2020      | Csoportkör    | 3             | 1             | 1             | 1             | 1             | 4             |               |
| Összesen  | 4/25          | 9             | 3             | 2             | 4             | 7             | 16            |               |

- 1948 és 1988 között amatőr, 1992-től kezdődően U23-as játékosok vettek részt az olimpiai játékokon

## Mezek a válogatott története során
A román labdarúgó-válogatott hagyományos szerelése sárga mez, sárga nadrág és sárga sportszár, a váltómez pedig leggyakrabban piros mezből, piros nadrágból és piros sportszárból áll.
| 1930-as és 1934-es vb | 1938-as vb | 1970-es vb | 1984-es Eb | 1990-es vb | 1994-es vb | 1996-os Eb | 1998-as vb | 2000-es Eb |  |

| 2005–2006 | 2008-as Eb | 2010 | 2012 | 2014 | 2015–2017 |  |

| 1970-es vb | 1984-es Eb | 1990-es vb | 1994-es vb | 1998-as vb | 2008-as Eb | 2010 | 2012 | 2014 |  | 2015–2017 |  |

## Játékosok

### Játékoskeret
A román válogatott 27 fős kerete a 2024-es Eb-selejtezőkre.
| Mezszám       | Poszt       | Név                | Születési dátum (kor)          | Válogatottság | Gólok   | Klub                  |
| Kapusok       | Kapusok     | Kapusok            | Kapusok                        | Kapusok       | Kapusok | Kapusok               |
| ------------- | ----------- | ------------------ | ------------------------------ | ------------- | ------- | --------------------- |
| 1             | kapus       | Florin Niță        | 1987. július 3. (38 éves)      | 19            | 0       | Gaziantep             |
| 12            | kapus       | Horațiu Moldovan   | 1998. január 20. (27 éves)     | 8             | 0       | Atlético Madrid       |
| 16            | kapus       | Ionuț Radu         | 1997. május 28. (28 éves)      | 4             | 0       | Bournemouth           |
| Védők         |             |                    |                                |               |         |                       |
| 2             | hátvéd      | Andrei Rațiu       | 1998. június 20. (27 éves)     | 15            | 1       | Rayo Vallecano        |
| 3             | hátvéd      | Radu Drăgușin      | 2002. február 3. (23 éves)     | 13            | 0       | Tottenham Hotspur     |
| 4             | hátvéd      | Rus Adrián         | 1996. március 18. (29 éves)    | 19            | 1       | Páfosz                |
| 11            | hátvéd      | Nicușor Bancu      | 1992. szeptember 18. (32 éves) | 34            | 2       | Universitatea Craiova |
| 15            | hátvéd      | Andrei Burcă       | 1993. április 15. (32 éves)    | 25            | 1       | El-Ohdúd              |
| 22            | hátvéd      | Vasile Mogoș       | 1992. október 31. (32 éves)    | 4             | 0       | CFR Cluj              |
| 23            | hátvéd      | Andres Dumitrescu  | 2001. március 11. (24 éves)    | 0             | 0       | Sepsi OSK             |
|               | hátvéd      | Bogdan Racovițan   | 2000. június 6. (25 éves)      | 0             | 0       | Raków Częstochowa     |
| Középpályások |             |                    |                                |               |         |                       |
| 5             | középpályás | Vladimir Screciu   | 2000. január 13. (25 éves)     | 4             | 0       | Universitatea Craiova |
| 6             | középpályás | Marius Marin       | 1998. augusztus 30. (26 éves)  | 15            | 0       | Pisa                  |
| 8             | középpályás | Alexandru Cicâldău | 1997. július 8. (28 éves)      | 35            | 4       | Konyaspor             |
| 10            | középpályás | Nicolae Stanciu    | 1993. május 7. (32 éves)       | 66            | 14      | Damak                 |
| 13            | középpályás | Valentin Mihăilă   | 2000. február 2. (25 éves)     | 17            | 4       | Parma                 |
| 14            | középpályás | Ianis Hagi         | 1998. október 22. (26 éves)    | 31            | 4       | Alavés                |
| 17            | középpályás | Florinel Coman     | 1998. április 10. (27 éves)    | 12            | 1       | FCSB                  |
| 18            | középpályás | Răzvan Marin       | 1996. május 23. (29 éves)      | 52            | 3       | Empoli                |
| 20            | középpályás | Darius Olaru       | 1998. március 3. (27 éves)     | 15            | 0       | FCSB                  |
| 21            | középpályás | Olimpiu Moruțan    | 1999. április 25. (26 éves)    | 14            | 1       | Ankaragücü            |
|               | középpályás | Marius Ștefănescu  | 1998. augusztus 14. (26 éves)  | 2             | 0       | Sepsi OSK             |
|               | középpályás | Andrei Artean      | 1993. augusztus 14. (31 éves)  | 0             | 0       | Apóllon Lemeszú       |
| Támadók       |             |                    |                                |               |         |                       |
| 7             | csatár      | Denis Alibec       | 1991. január 5. (34 éves)      | 36            | 5       | Muaither              |
| 9             | csatár      | George Pușcaș      | 1996. április 8. (29 éves)     | 40            | 11      | Bari                  |
| 19            | csatár      | Denis Drăguș       | 1999. július 6. (26 éves)      | 8             | 2       | Gaziantep             |
|               | csatár      | Florin Tănase      | 1994. december 30. (30 éves)   | 17            | 2       | El-Ohdúd              |

## Válogatottsági rekordok
Az adatok 2016. június 15. állapotoknak felelnek meg.
- A még aktív játékosok félkövérrel vannak megjelölve.

### Legtöbbször pályára lépett játékosok

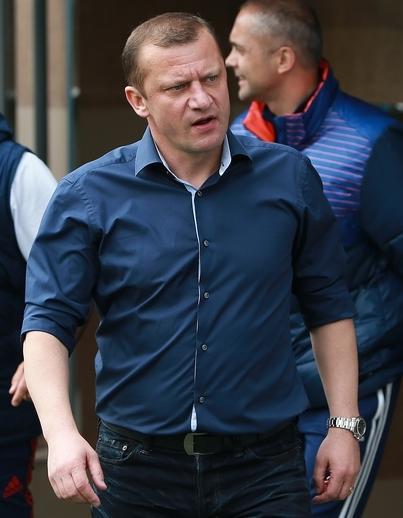
Dorinel Munteanu a válogatottsági rekorder 134 mérkőzéssel.

| #  | Játékos          | Időszak   | Vál. | Gól |
| -- | ---------------- | --------- | ---- | --- |
| 1  | Dorinel Munteanu | 1991–2007 | 134  | 16  |
| 2  | Gheorghe Hagi    | 1983–2000 | 124  | 35  |
| 3  | Gheorghe Popescu | 1988–2003 | 115  | 16  |
| 4  | Răzvan Raț       | 2002–2016 | 113  | 2   |
| 5  | Bölöni László    | 1975–1988 | 102  | 23  |
| 6  | Dan Petrescu     | 1989–2000 | 95   | 12  |
| 7  | Bogdan Stelea    | 1988–2005 | 91   | 0   |
| 8  | Michael Klein    | 1981–1991 | 89   | 5   |
| 9  | Bogdan Lobonț    | 1998–2014 | 85   | 0   |
| 10 | Marius Lăcătuş   | 1984–1998 | 83   | 13  |
| 10 | Mircea Rednic    | 1981–1991 | 83   | 2   |

### Legtöbb gólt szerző játékosok

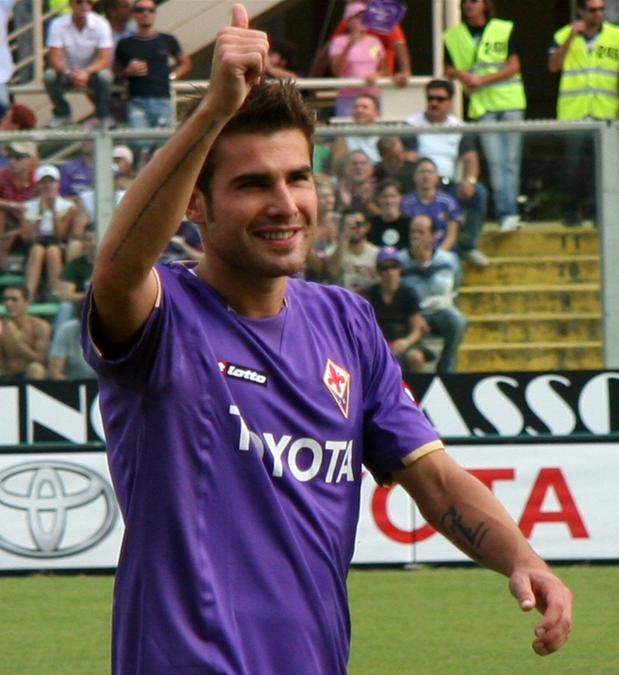
Adrian Mutu 35 góllal a román válogatott legeredményesebb játékosa.

| # | Játékos           | Időszak   | Gól | Vál. | Átlag |
| - | ----------------- | --------- | --- | ---- | ----- |
| 1 | Adrian Mutu       | 2000–2013 | 35  | 77   | 0.45  |
| 1 | Gheorghe Hagi     | 1983–2000 | 35  | 124  | 0.28  |
| 3 | Bodola Gyula      | 1931–1939 | 31  | 48   | 0.64  |
| 4 | Viorel Moldovan   | 1993–2005 | 25  | 70   | 0.35  |
| 4 | Ciprian Marica    | 2003–2014 | 25  | 72   | 0.34  |
| 6 | Bölöni László     | 1975–1988 | 23  | 102  | 0.22  |
| 7 | Dudu Georgescu    | 1973–1984 | 21  | 40   | 0.52  |
| 7 | Florin Răducioiu  | 1990–1996 | 21  | 40   | 0.52  |
| 7 | Anghel Iordănescu | 1971–1981 | 21  | 57   | 0.36  |
| 7 | Rodion Cămătaru   | 1978–1990 | 21  | 73   | 0.28  |

### Ismertebb játékosok
| - Bölöni László - Cristian Chivu - Nicolae Dobrin - Ilie Dumitrescu - Gheorghe Hagi - Adrian Ilie - Viorel Moldovan - Adrian Mutu - Dan Petrescu - Miodrag Belodedici - Bogdan Lobonț - Cosmin Contra - Liviu Ciobotariu - Bogdan Stelea - Florentin Petre | - Iulian Filipescu - Ioan Lupescu - Ionel Ganea - Florin Prunea - Constantin Gâlcă - Gheorghe Popescu - Mirel Rădoi - Selymes Tibor - Nicolae Mitea - Nicolae Dică - Dorinel Munteanu - Bogdan Lobonț - Bănel Nicoliță - Ciprian Marica - Gabriel Tamaș |

## Szövetségi kapitányok
| - Teofil Moraru 1922–1923 - Costel Rădulescu 1923 - Adrian Suciu 1923–1924 - Teofil Moraru 1924–1928 - Costel Rădulescu 1928–1934 - Josef Uridil 1934 - Alexandru Săvulescu 1934–1935 - Costel Rădulescu 1935–1938 - Alexandru Săvulescu 1938 - Liviu Iuga 1938–1939 - Virgil Economu 1939–1940 - Liviu Iuga 1940 - Virgil Economu 1941–1942 - Jean Lăpușneanu 1942–1943 - Vogl Imre 1942–1943 - Braun-Bogdán Kálmán 1945 - Virgil Economu 1946 - Colea Vâlcov 1947 - Vogl Imre 1947 - Rónay Ferenc 1947 | - Vogl Imre 1947 - Colea Vâlcov 1948 - Petre Steinbach 1948 - Barátky Gyula 1948 - Vogl Imre 1948 - Colea Vâlcov 1949 - Vogl Imre 1949 - Ion Mihăilescu 1949 - Gheorghe Albu 1950 - Volodea Vâlcov 1950 - Vogl Imre 1950–1951 - Gheorghe Popescu I 1951–1957 - Augustin Botescu 1958–1960 - Gheorghe Popescu I 1961 - Constantin Teașcă 1962 - Gheorghe Popescu I 1962 - Silviu Ploeșteanu 1962–1964 - Valentin Stănescu 1964 - Silviu Ploeșteanu 1964 - Ilie Oană 1965–1966 | - Valentin Stănescu 1967 - Ilie Oană 1967 - Angelo Niculescu 1967 - Constantin Teașcă 1967 - Angelo Niculescu 1967–1970 - Valentin Stănescu 1971 - Angelo Niculescu 1971 - Valentin Stănescu 1971 - Angelo Niculescu 1971 - Valentin Stănescu 1971 - Angelo Niculescu 1971 - Gheorghe Ola 1972 - Angelo Niculescu 1972 - Gheorghe Ola 1972 - Angelo Niculescu 1972 - Gheorghe Ola 1972 - Valentin Stănescu 1973–1975 - Cornel Drăgușin 1975 - Kovács István 1976–1979 - Florin Halagian 1979 | - Constantin Cernăianu 1979 - Kovács István 1980 - Valentin Stănescu 1980–1981 - Mircea Lucescu 1981–1986 - Jenei Imre 1986–1990 - Gheorghe Constantin 1990 - Mircea Rădulescu 1990–1992 - Cornel Dinu 1992–1993 - Anghel Iordănescu 1993–1998 - Victor Pițurcă 1998–1999 - Jenei Imre 2000 - Bölöni László 2000–2001 - Gheorghe Hagi 2001–2002 - Anghel Iordănescu 2002–2004 - Victor Pițurcă 2005–2009 - Răzvan Lucescu 2009–2011 - Victor Pițurcă 2011–2014 - Anghel Iordănescu 2014–2016 - Christoph Daum 2016–2017 - Cosmin Contra 2017– |

## Nemzetek elleni mérleg
Az adatok 2016. november 15. állapotoknak felelnek meg.
| Nemzet                  | Mérkőzés | Győzelem | Döntetlen | Vereség | Teljesítmény (%) |
| ----------------------- | -------- | -------- | --------- | ------- | ---------------- |
| Albánia                 | 17       | 11       | 3         | 3       | 64.71%           |
| Algéria                 | 5        | 1        | 2         | 2       | 20%              |
| Andorra                 | 4        | 4        | 0         | 0       | 100%             |
| Argentína               | 6        | 1        | 2         | 3       | 16.67%           |
| Örményország            | 4        | 3        | 1         | 0       | 75%              |
| Ausztrália              | 1        | 1        | 0         | 0       | 100%             |
| Ausztria                | 10       | 3        | 5         | 2       | 30%              |
| Azerbajdzsán            | 4        | 4        | 0         | 0       | 100%             |
| Fehéroroszország        | 4        | 2        | 2         | 0       | 50%              |
| Belgium                 | 12       | 5        | 2         | 5       | 41.67%           |
| Bolívia                 | 1        | 1        | 0         | 0       | 100%             |
| Bosznia-Hercegovina     | 4        | 3        | 0         | 1       | 75%              |
| Brazília                | 3        | 0        | 0         | 3       | 0%               |
| Bulgária                | 29       | 6        | 10        | 13      | 20.69%           |
| Kamerun                 | 1        | 0        | 0         | 1       | 0%               |
| Chile                   | 1        | 1        | 0         | 0       | 100%             |
| Kína                    | 2        | 2        | 0         | 0       | 100%             |
| Kolumbia                | 3        | 2        | 1         | 0       | 66.67%           |
| Kongói DK               | 2        | 0        | 2         | 0       | 0%               |
| Elefántcsontpart        | 1        | 0        | 0         | 1       | 0%               |
| Horvátország            | 4        | 0        | 1         | 3       | 0%               |
| Kuba                    | 2        | 0        | 1         | 1       | 0%               |
| Ciprus                  | 13       | 9        | 3         | 1       | 69.23%           |
| Csehszlovákia           | 32       | 7        | 8         | 17      | 21.88%           |
| Csehország              | 2        | 1        | 0         | 1       | 50%              |
| Dánia                   | 9        | 4        | 2         | 3       | 44.44%           |
| Ecuador                 | 1        | 0        | 0         | 1       | 0%               |
| Egyiptom                | 6        | 3        | 2         | 1       | 50%              |
| Anglia                  | 11       | 3        | 6         | 2       | 27.27%           |
| Észtország              | 4        | 3        | 0         | 1       | 75%              |
| Feröer                  | 6        | 6        | 0         | 0       | 100%             |
| Finnország              | 10       | 7        | 3         | 0       | 70%              |
| Franciaország           | 16       | 3        | 5         | 8       | 18.75%           |
| Grúzia                  | 7        | 5        | 2         | 0       | 66.67%           |
| Németország             | 13       | 2        | 3         | 8       | 15.38%           |
| NDK                     | 16       | 5        | 3         | 8       | 31.25%           |
| Görögország             | 34       | 18       | 10        | 6       | 52.94%           |
| Honduras                | 1        | 1        | 0         | 0       | 100%             |
| Magyarország            | 26       | 7        | 8         | 11      | 23.08%           |
| Izland                  | 2        | 2        | 0         | 0       | 100%             |
| Irán                    | 2        | 0        | 2         | 0       | 0%               |
| Irak                    | 2        | 0        | 2         | 0       | 0%               |
| Írország                | 5        | 1        | 2         | 2       | 20%              |
| Izrael                  | 20       | 10       | 5         | 5       | 50%              |
| Olaszország             | 17       | 2        | 5         | 10      | 11.76%           |
| Japán                   | 4        | 3        | 1         | 0       | 75%              |
| Kazahsztán              | 1        | 0        | 1         | 0       | 0%               |
| Lettország              | 5        | 4        | 1         | 0       | 80%              |
| Liechtenstein           | 4        | 4        | 0         | 0       | 100%             |
| Litvánia                | 11       | 10       | 0         | 1       | 90.91%           |
| Luxemburg               | 6        | 6        | 0         | 0       | 100%             |
| Észak-Macedónia         | 5        | 4        | 0         | 1       | 80%              |
| Mexikó                  | 2        | 1        | 0         | 1       | 50%              |
| Moldova                 | 3        | 3        | 0         | 0       | 100%             |
| Montenegró              | 2        | 1        | 1         | 0       | 50%              |
| Marokkó                 | 3        | 2        | 0         | 1       | 66.67%           |
| Nigéria                 | 2        | 2        | 0         | 0       | 100%             |
| Hollandia               | 13       | 1        | 3         | 9       | 7.69%            |
| Észak-Írország          | 6        | 2        | 1         | 3       | 33.33%           |
| Norvégia                | 11       | 4        | 5         | 2       | 36.36%           |
| Paraguay                | 2        | 1        | 0         | 1       | 50%              |
| Peru                    | 5        | 2        | 2         | 1       | 40%              |
| Lengyelország           | 34       | 14       | 15        | 5       | 41.18%           |
| Portugália              | 11       | 4        | 2         | 5       | 36.36%           |
| Oroszország             | 2        | 1        | 0         | 1       | 50%              |
| San Marino              | 3        | 3        | 0         | 0       | 100%             |
| Szerbia                 | 4        | 1        | 0         | 3       | 25%              |
| Skócia                  | 6        | 2        | 2         | 2       | 33.33%           |
| Szlovákia               | 11       | 5        | 5         | 1       | 45.45%           |
| Szlovénia               | 8        | 3        | 3         | 2       | 37.5%            |
| Dél-Korea               | 1        | 1        | 0         | 0       | 100%             |
| Szovjetunió             | 9        | 3        | 2         | 4       | 33.33%           |
| Spanyolország           | 16       | 5        | 6         | 5       | 31.25%           |
| Svédország              | 8        | 2        | 3         | 3       | 25%              |
| Svájc                   | 13       | 5        | 4         | 4       | 38.46%           |
| Trinidad és Tobago      | 1        | 1        | 0         | 0       | 100%             |
| Tunézia                 | 1        | 0        | 1         | 0       | 0%               |
| Törökország             | 25       | 13       | 7         | 5       | 52%              |
| Türkmenisztán           | 1        | 1        | 0         | 0       | 100%             |
| Ukrajna                 | 6        | 3        | 1         | 2       | 50%              |
| Egyesült Arab Emírségek | 1        | 0        | 0         | 1       | 0%               |
| Egyesült Államok        | 4        | 2        | 1         | 1       | 50%              |
| Uruguay                 | 5        | 1        | 2         | 2       | 20%              |
| Wales                   | 5        | 3        | 1         | 1       | 60%              |
| Jugoszlávia             | 37       | 15       | 5         | 17      | 40.54%           |
| Összesen                | 667      | 296      | 170       | 201     | 44.38%           |

## Lásd még
- Román U21-es labdarúgó-válogatott
- Román női labdarúgó-válogatott